# Lorraine Burroughs
Lorraine Burroughs (* 1981 in Birmingham, England) ist eine britische Schauspielerin.

## Leben
Die 1981 in Birmingham geborene Lorraine Burroughs wuchs im Stadtteil Kings Heath auf und besuchte die Bishop Challoner School. Im Alter von 14 Jahren begann sie sich mit ihrer Teilnahme an Schauspielkursen bei den Central Television Studios ernsthaft mit Schauspielerei zu beschäftigen. Ihre schauspielerische Ausbildung erhielt Burroughs an der renommierten Royal Academy of Dramatic Art in London. Ihre Darstellung der Camae in dem Bühnenstück The Mountaintop bescherte ihr 2010 eine Nominierung für den Laurence Olivier Award. Ihre Tätigkeit vor der Kamera beschränkt sich fast ausschließlich auf Fernsehproduktionen. Im deutschsprachigen Raum ist Lorraine Burroughs einem breiteren Publikum durch ihre Rolle der DS Winsome Jackman in der 2014 im ZDF ausgestrahlten Krimiserie Inspector Banks bekannt geworden.

## Filmografie (Auswahl)
- 2003: Doctors (Fernsehserie, 2 Folgen)
- 2005: Red Rose
- 2005: All About George (Fernsehserie, 6 Folgen)
- 2006: Wide Sargasso Sea
- 2008: Doctor Who (Fernsehserie, Folge Die Feuer von Pompeji)
- 2008: Spooks: Code 9 (Fernsehserie, 6 Folgen)
- 2010: New Tricks – Die Krimispezialisten (New Tricks, Fernsehserie, Folge Good Morning Lemmings)
- 2010–2012: Lip Service (Fernsehserie, 4 Folgen)
- 2011: Law & Order: UK (Fernsehserie, Folge Todesschüsse – Teil 1)
- 2012–2012: Inspector Banks (DCI Banks; Fernsehserie, 14 Folgen)
- 2012: Fast Girls
- 2013: Ice Cream Girls (Fernsehdreiteiler, 3 Folgen)
- 2013: Top Boy (Fernsehserie, 4 Folgen)
- 2015: Silent Witness (Fernsehserie, 2 Folgen)
- 2018: Butterfly – Alle meine Farben (Butterfly)
- 2018: Inspector Barnaby (Midsomer Murders) Fernsehserie, Staffel 20, Folge 6: Ein Mords-Zirkus (Send In The Clowns)
- 2020: Spell
- 2024: 5lbs of Pressure